# Brides-les-Bains
Brides-les-Bains est une commune française située dans le département de la Savoie, en région Auvergne-Rhône-Alpes. Son chef-lieu constitue un village de fond de vallée du massif de la Vanoise, en Tarentaise, et la commune comptait 457 habitants en 2022.
Commune tournée vers le thermalisme dès le XIXe siècle, puis plus récemment vers le ski grâce à la mise en place d'une télécabine reliant le bourg aux stations de Méribel et Méribel-Mottaret, Brides-les-Bains bénéficie en 2013 d'un classement au label « station classée tourisme ».

## Géographie

### Situation
La commune de Brides-les-Bains est située dans la vallée du Doron de Bozel, affluent de l'Isère. Vallée appartenant à la Tarentaise, la commune se trouve à 6 km au sud-est de Moûtiers et à 13 km au nord de Méribel.
Le village se situe à 580 m d'altitude.

### Voies de communications

#### Par routes
L'accès à Brides-les-Bains s'effectue par la route nationale 90 jusqu'à Moûtiers, puis par les routes départementales D915 et D90F en direction de Bozel.

#### Transports en commun
La commune est desservie par des cars, en correspondance à la gare de Moûtiers-Salins-Brides-les-Bains (à Moûtiers) avec les TGV et TER Rhône-Alpes.

#### Aéroports et altiports
L'aéroport le plus proche est l'aéroport de Chambéry - Savoie, situé à 93 km. L'aéroport de Lyon-Saint-Exupéry se trouve à 173 km, celui de Grenoble-Isère à 166 km, et celui d'Annecy Haute-Savoie Mont-Blanc à 126 km.
L'altiport de Méribel se trouve à 20 km, tandis que celui de Courchevel est à 25 km.

### Communes limitrophes
| Salins-Fontaine | Feissons-sur-Salins | Montagny   |
| Villarlurin     | Brides-les-Bains    |            |
|                 | Les Allues          | Courchevel |

### Climat
Pour des articles plus généraux, voir Climat d'Auvergne-Rhône-Alpes et Climat de la Savoie.
En 2010, le climat de la commune est de type climat de montagne, selon une étude du Centre national de la recherche scientifique s'appuyant sur une série de données couvrant la période 1971-2000. En 2020, Météo-France publie une typologie des climats de la France métropolitaine dans laquelle la commune est exposée à un climat de montagne ou de marges de montagne et est dans la région climatique Alpes du nord, caractérisée par une pluviométrie annuelle de 1 200 à 1 500 mm, irrégulièrement répartie en été.
Pour la période 1971-2000, la température annuelle moyenne est de 9,9 °C, avec une amplitude thermique annuelle de 17,8 °C. Le cumul annuel moyen de précipitations est de 980 mm, avec 8,9 jours de précipitations en janvier et 8,5 jours en juillet. Pour la période 1991-2020, la température moyenne annuelle observée sur la station météorologique de Météo-France la plus proche, « Moutiers », sur la commune de Moûtiers à 4 km à vol d'oiseau, est de 11,9 °C et le cumul annuel moyen de précipitations est de 930,4 mm,. Pour l'avenir, les paramètres climatiques de la commune estimés pour 2050 selon différents scénarios d'émission de gaz à effet de serre sont consultables sur un site dédié publié par Météo-France en novembre 2022.

## Urbanisme

### Typologie
Au 1er janvier 2024, Brides-les-Bains est catégorisée commune rurale à habitat dispersé, selon la nouvelle grille communale de densité à sept niveaux définie par l'Insee en 2022.
Elle est située hors unité urbaine et hors attraction des villes,.

### Occupation des sols
L'occupation des sols de la commune, telle qu'elle ressort de la base de données européenne d’occupation biophysique des sols Corine Land Cover (CLC), est marquée par l'importance des forêts et milieux semi-naturels (66,5 % en 2018), en augmentation par rapport à 1990 (56,1 %). La répartition détaillée en 2018 est la suivante :
forêts (56,1 %), zones agricoles hétérogènes (20,2 %), zones urbanisées (13,3 %), milieux à végétation arbustive et/ou herbacée (10,5 %).
L'IGN met par ailleurs à disposition un outil en ligne permettant de comparer l’évolution dans le temps de l’occupation des sols de la commune (ou de territoires à des échelles différentes). Plusieurs époques sont accessibles sous forme de cartes ou photos aériennes : la carte de Cassini (XVIIIe siècle), la carte d'état-major (1820-1866) et la période actuelle (1950 à aujourd'hui).

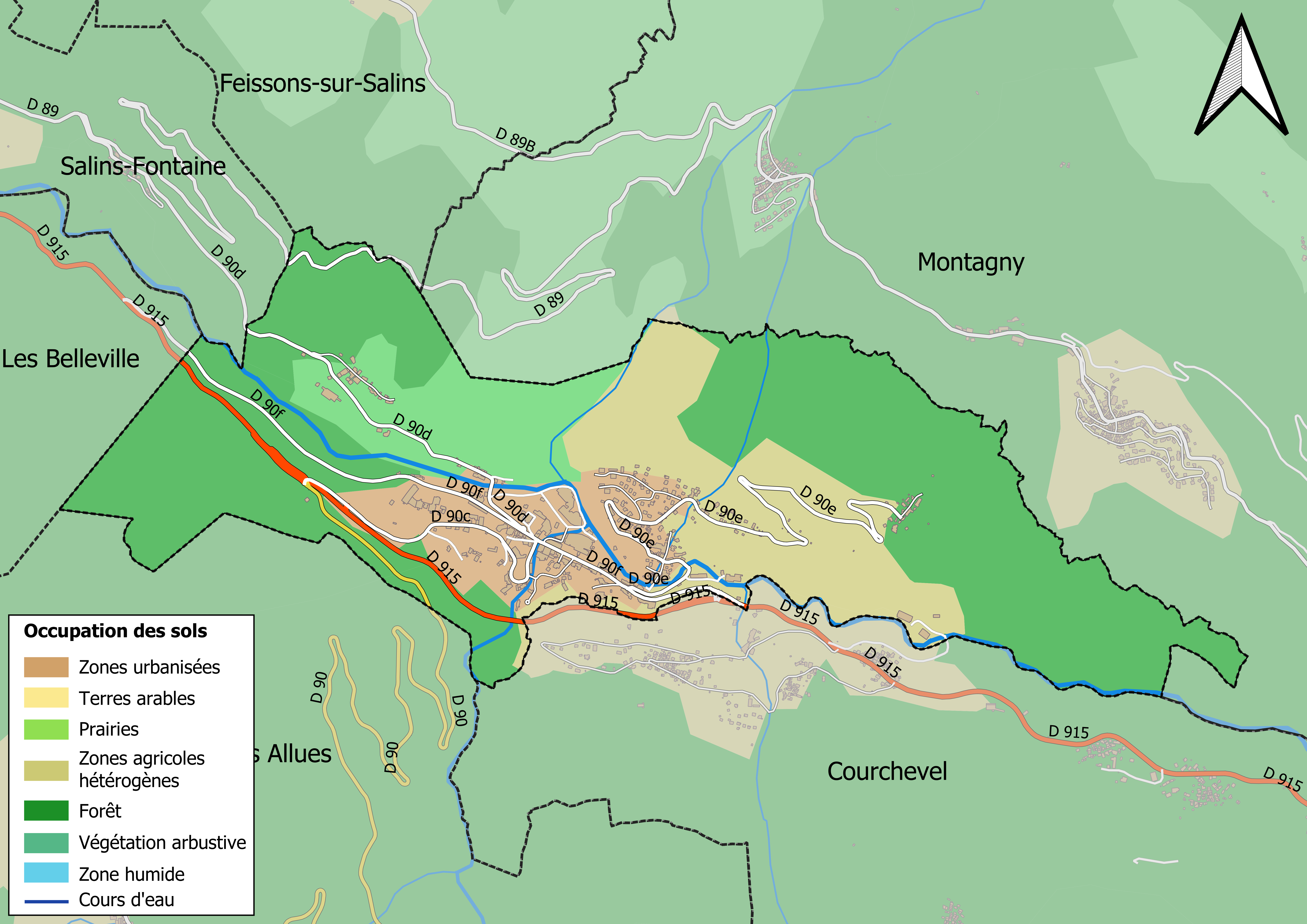
Carte des infrastructures et de l'occupation des sols en 2018 (CLC) de la commune.
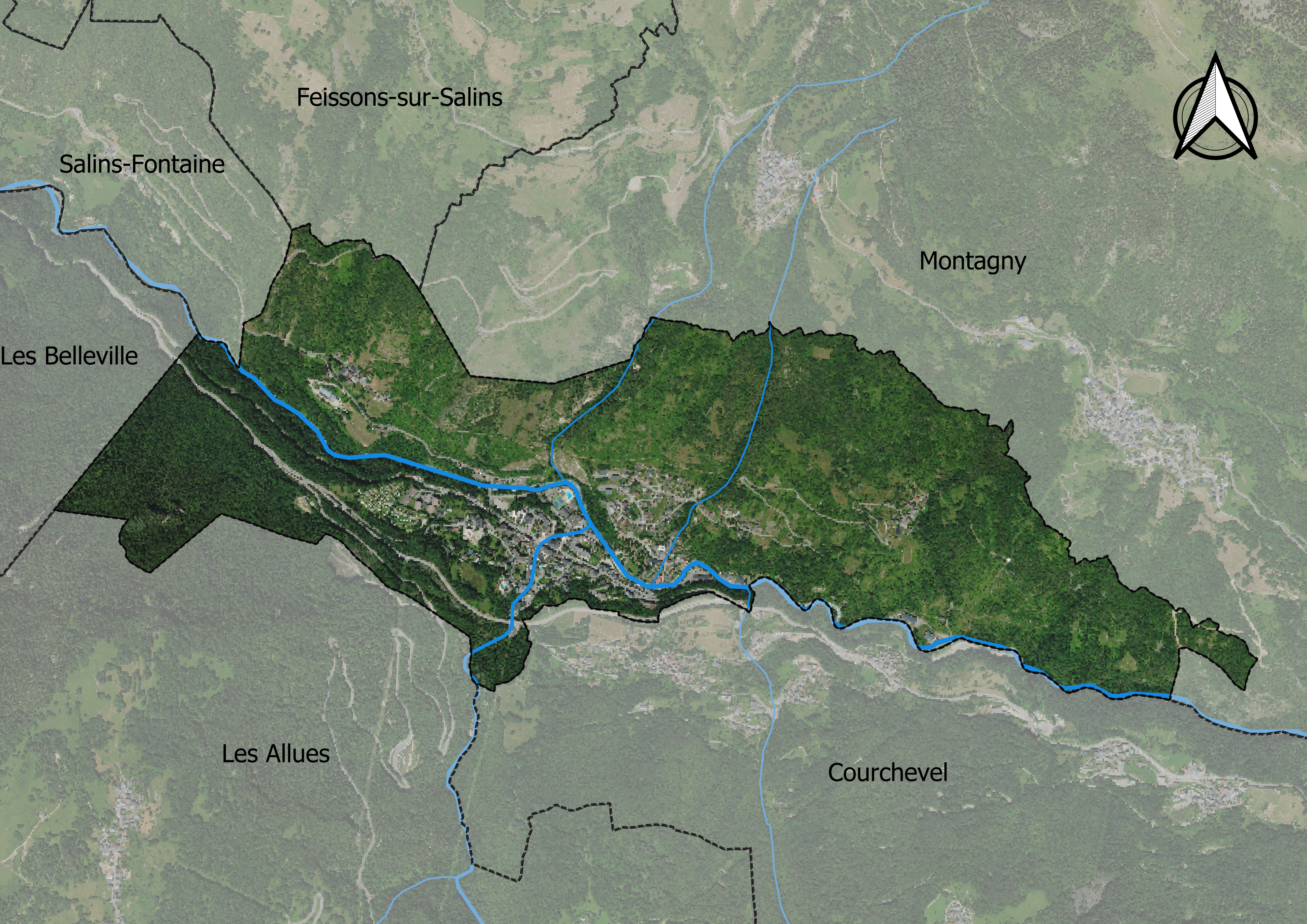
Carte orthophotogrammétrique de la commune.

## Toponymie
Commune formée par la fusion des communes de Brides et de Bains le 6 février 1847, sous décision de Charles-Albert retiré à la commune de La Saulce. Le nom de Bride utilisé jusqu'en 1664, puis Brides jusqu’en 1847. Le terme viendrait du gaulois briva signifiant « pont ».
En francoprovençal, le nom de la commune s'écrit Borda, selon la graphie de Conflans.

## Histoire
Dès l'Antiquité, le site est connu pour les vertus de ses eaux.
Aux XVIe – XVIIe siècles, les archevêques de Moûtiers utilisent les eaux du hameau des Bains,.
En 1653, puis en 1774, les débordements de la rivière, le Doron de Bozel, ensablent les sources.

### Développement thermal
En 1818, une catastrophe naturelle en amont de la vallée, vers Champagny-en-Vanoise, libère une énorme masse d'eau avec pour conséquence la mise au jour d'un massif rocheux d'où se mit à jaillir la source thermale actuelle, permettant la création de la station moderne. Le docteur Hybord réalise la première analyse des eaux et l'École des Mines diagnostique une eau aux vertus exceptionnelles ; le rapport du docteur Ducis est éloquent : « Une eau effaceuse de maux, extraordinaire par ses qualités, qui peut tout guérir, épilepsies, cathares, migraines, goutte, rhumatismes, douleurs d'articulation et autres ». L'année suivante, des notables savoyards, dont une trentaine originaires de Moûtiers, créent une Compagnie de Bains en vue d'exploiter les eaux de Brides.
Dès 1824, les premiers hôtels font leur apparition. On en compte six en 1836.
À partir de 1825, à l'initiative du docteur Philbert, la thérapeutique est affinée et s'oriente vers le traitement de l'obésité. La station, désormais spécialisée dans l'amaigrissement, devient aussi celle de la « femme élégante ». En hommage à ce docteur, l'une des sources de Brides-les-Bains porte aujourd'hui son nom.
En 1845, est inauguré le premier complexe thermal, avec 28 salles de bains-douches, construit par l'architecte Ernesto Melano, et dans lequel commencent à affluer de nombreux membres de la bonne société cosmopolite.
En 1846, l'église de La Saulce est détruite. Une nouvelle est construite à Brides, et consacrée un an plus tard.
En 1857, le village de Les Bains, séparé de celui de La Perrière, et le village de Brides, détaché des Allues, s'unissent pour constituer une nouvelle commune : Brides-les-Bains. La ville de Moûtiers achète la source de Brides (1965).

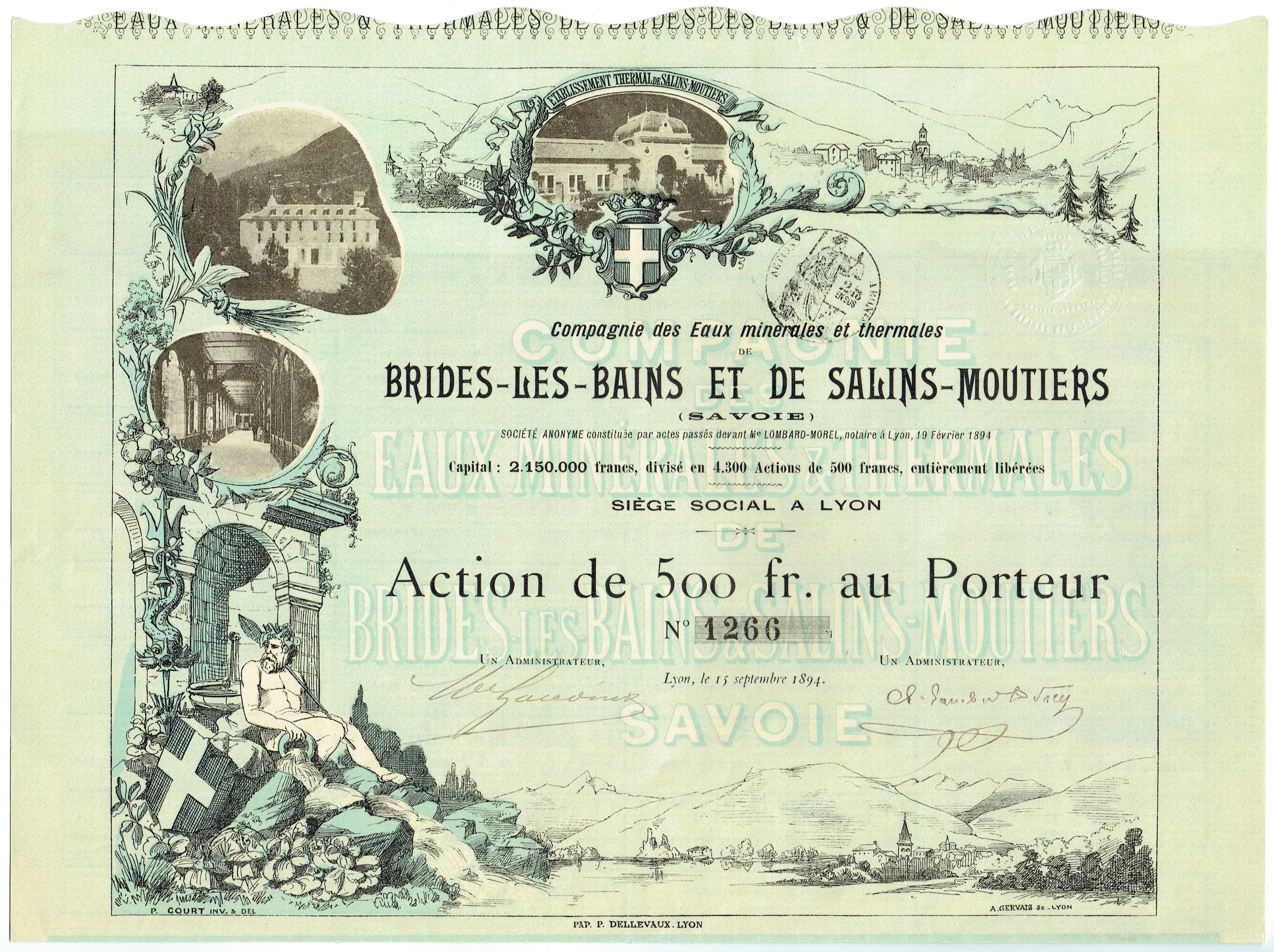
Action de la Compagnie des Eaux minérales et thermales de Brides-les-Bains et de Salins-Moutiers en date du 15 septembre 1894.

Au cours du XIXe siècle, l'eau thermale est d'abord utilisée pour soigner toutes sortes de maladies puis ses vertus dans le traitement de l'obésité sont identifiées. À la fin des années 1870, les premiers régimes diététiques adaptés sont ainsi établis par les hôtels. La station, qui développe ses infrastructures, voit affluer des personnalités de renommée internationale telles que la reine Élisabeth d'Espagne, la princesse de Croy, la princesse Bonaparte, le prince Orloff, la marquise de Freycinet, la comtesse de Montgoméry, le baron de Rothschild, la Comtesse du Petit-Thouars, le baronne de Koussoff, le ministre Rambaud, l'éditeur Hachette, ainsi que des membres de familles françaises, britanniques, italiennes, russes, américaines, de l'aristocratie et des affaires. En 1874, la Société générale de Tarentaise, qui possède des entreprises métallurgiques et minières dans la vallée (Salins), et qui est à l'origine du développement ferroviaire de la vallée, achète la source,. En 1893, la ville de Moûtiers est reliée au chemin de fer et entre 1899 et 1928, un tramway permet de gagner Brides-les-Bains depuis Moûtiers.
Grâce au guide de la Tarentaise du docteur Laissus, on connaît les principaux bâtiments hôteliers de la station en 1894 : Le grand hôtel des thermes, l'hôtel des Baigneurs et beaucoup de charmantes villas d'hôtes, dont la Villa des roses et la Villa Laissus. Le casino joue un rôle de premier plan, il comprend « des salons de lecture, de conversations, de jeux » les personnalités viennent jouer leur « fortune ou en entendre, outre les beaux orchestres du bal, les opéras comiques ». Le bourg compte six médecins et 1 400 clients en 1895.

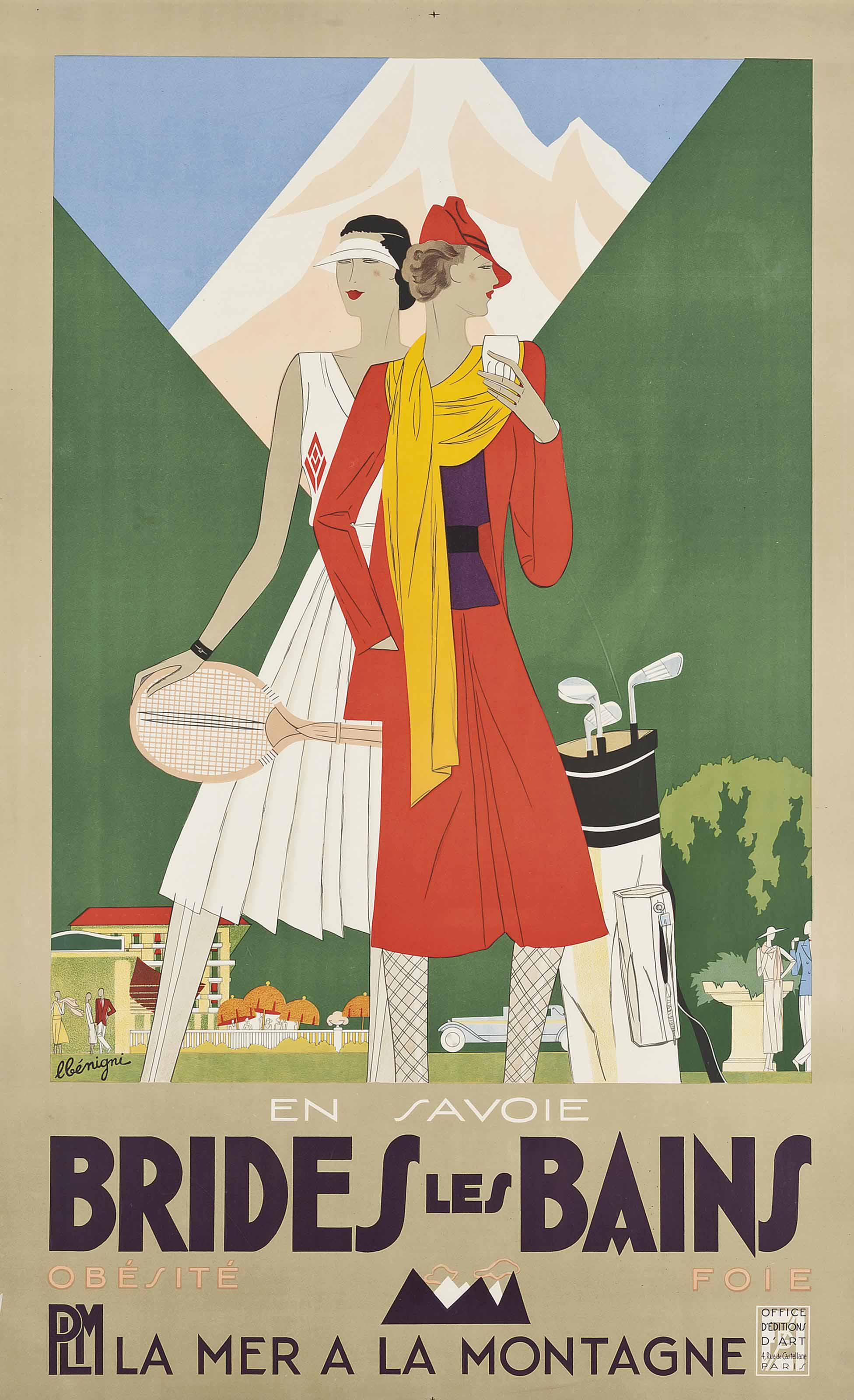
Affiche de Léon Benigni (1929).

La capacité d'accueil de Brides surpasse celle de sa voisine Salins-les-Thermes. À tel point, que les 4/5e des clients de cette dernière logent à Brides.
Le bourg évolue et devient une station de séjour où le nombre de malades représente un pourcentage inférieur aux nombre de touristes. En 1924, le casino est agrandi et les thermes sont transformés et des travaux d'embellissement sont réalisés en 1927-28, dont une roseraie,. Les festivités se déroulent le 24 juin 1928 en présence de Jean Moulin, alors sous-préfet d'Albertville en compagnie de Lady Chamberlain,. L'année suivante, la crise de 1929 a un impact direct sur la fréquentation de la station, notamment de la part des touristes étrangers, et cela se poursuit jusqu'en 1936. La station reprend vie ensuite pour accueillir plus de 3 000 touristes en 1938, chiffres équivalents à la crise de 1929. Toutefois, le déclenchement de la Seconde Guerre mondiale frappe à nouveau l'activité thermale et touristique, même si la station continue d'être fréquentée mais cette fois-ci au motif d'une cure pour boisson. Par ailleurs, le Casino est fermé dès 1939 et la partie construite en 1924 s'effondre.
Dans les années 1950, une compétition de ski originale, le « Derby de la Saulire », permet les premières descentes à ski sur le versant des Allues, avec une arrivée à Brides, 2 000 m plus bas. Quelques clients de la toute nouvelle station de Méribel descendent parfois jusqu'au village.
Dans les années 1990, Brides-les-Bains devient la station thermale leader en France pour le traitement de l'obésité.
En 2005, le spa ouvre au public, avec 1 500 m2 dédiés aux soins et au bien-être.
En 2008, le spa est agrandi de 600 m2, devenant le Grand Spa, comprenant des cabines de soins, salle de coaching sportif individuel, solarium, et une plage extérieure avec plusieurs jacuzzis été/hiver.
En 2012, le film de Charlotte de Turckheim, Mince alors !, rend hommage à la ville.
En 2018 le téléfilm Meurtres à Brides-les-Bains avec Line Renaud et Patrick Catalifo a pour décor la ville et ses paysages environnant.

### Jeux olympiques d'Albertville
En 1992, la ville de Brides-les-Bains est choisie pour devenir « village olympique », du fait de sa capacité d'accueil. La station vit l'aventure des Jeux olympiques d'Albertville et s'offre une porte d'accès au plus grand domaine skiable du monde : Les Trois Vallées, grâce à la réalisation de la télécabine de l'Olympe. Cette infrastructure la relie désormais directement au domaine de la station de Méribel et permet ainsi le développement d'une nouvelle activité. Le coût des aménagements pour accueillir ces Jeux sont de 200 millions de francs. Ces investissements mènent à la création d'une nouvelle mairie, la rénovation du Grand Hôtel des Thermes, l'acquisition et rénovation du casino, la modernisation du centre-ville, la construction d'une école ainsi que d'un centre d'accueil et d'animation. Par ailleurs, 90 millions de francs sont consacrés à la création d'un nouvel établissement thermal, donné en gestion à la Société européenne de Thermalisme. Enfin, 80 millions sont utilisés pour l'aménagement du télécabine de l'Olympe. Ces lourds investissements valent à la commune d'être mise en saisie par la chambre régionale des comptes en raison d'un fort déficit (69 millions de francs).
Depuis 2000, la station fait partie de l'association des Trois Vallées, aux côtés de Courchevel, La Tania, Méribel, Les Menuires-Saint-Martin et Val Thorens.

## Politique et administration

### Liste des maires
| Période                                  | Période                    | Identité                             | Étiquette | Qualité |
| ---------------------------------------- | -------------------------- | ------------------------------------ | --------- | ------- |
| Les données manquantes sont à compléter. |                            |                                      |           |         |
| 1900                                     | 1908                       | François Marie Greyfié de Bellecombe | ...       | ...     |
| ...                                      | ...                        | ...                                  | ...       | ...     |
| 1919                                     | 1925                       | François Marie Greyfié de Bellecombe |           | ...     |
| mars 2008                                | mars 2020                  | Guillaume Briland                    | ...       | ...     |
| mars 2001                                | mars 2008                  | Denise Shelley                       | ...       | ...     |
| mars 2020                                | En cours (au Juillet 2020) | Bruno Pideil                         | ...       | ...     |

## Population et société

### Démographie
Les habitants de la commune sont appelés les Bridois.
L'évolution du nombre d'habitants est connue à travers les recensements de la population effectués dans la commune depuis 1793. Pour les communes de moins de 10 000 habitants, une enquête de recensement portant sur toute la population est réalisée tous les cinq ans, les populations de référence des années intermédiaires étant quant à elles estimées par interpolation ou extrapolation. Pour la commune, le premier recensement exhaustif entrant dans le cadre du nouveau dispositif a été réalisé en 2007.

En 2022, la commune comptait 457 habitants, en évolution de −10,74 % par rapport à 2016 (Savoie : +3,63 %, France hors Mayotte : +2,11 %).
| 1793 | 1800 | 1806 | 1822 | 1838 | 1848 | 1858 | 1861 | 1866 |
| ---- | ---- | ---- | ---- | ---- | ---- | ---- | ---- | ---- |
| 59   | 85   | 78   | 95   | 125  | 202  | 170  | 178  | 177  |

| 1872 | 1876 | 1881 | 1886 | 1891 | 1896 | 1901 | 1906 | 1911 |
| ---- | ---- | ---- | ---- | ---- | ---- | ---- | ---- | ---- |
| 170  | 166  | 177  | 189  | 177  | 301  | 271  | 230  | 230  |

| 1921 | 1926 | 1931 | 1936 | 1946 | 1954 | 1962 | 1968 | 1975 |
| ---- | ---- | ---- | ---- | ---- | ---- | ---- | ---- | ---- |
| 213  | 245  | 309  | 319  | 366  | 702  | 728  | 638  | 557  |

| 1982 | 1990 | 1999 | 2006 | 2007 | 2012 | 2017 | 2022 | - |
| ---- | ---- | ---- | ---- | ---- | ---- | ---- | ---- | - |
| 583  | 611  | 593  | 578  | 575  | 541  | 506  | 457  | - |

### Santé
- Station thermale (foie, estomac, amaigrissement).

### Sports et loisirs
Une patinoire synthétique de 200 mètres carrés a été créée en 2011.

## Économie

### Tourisme

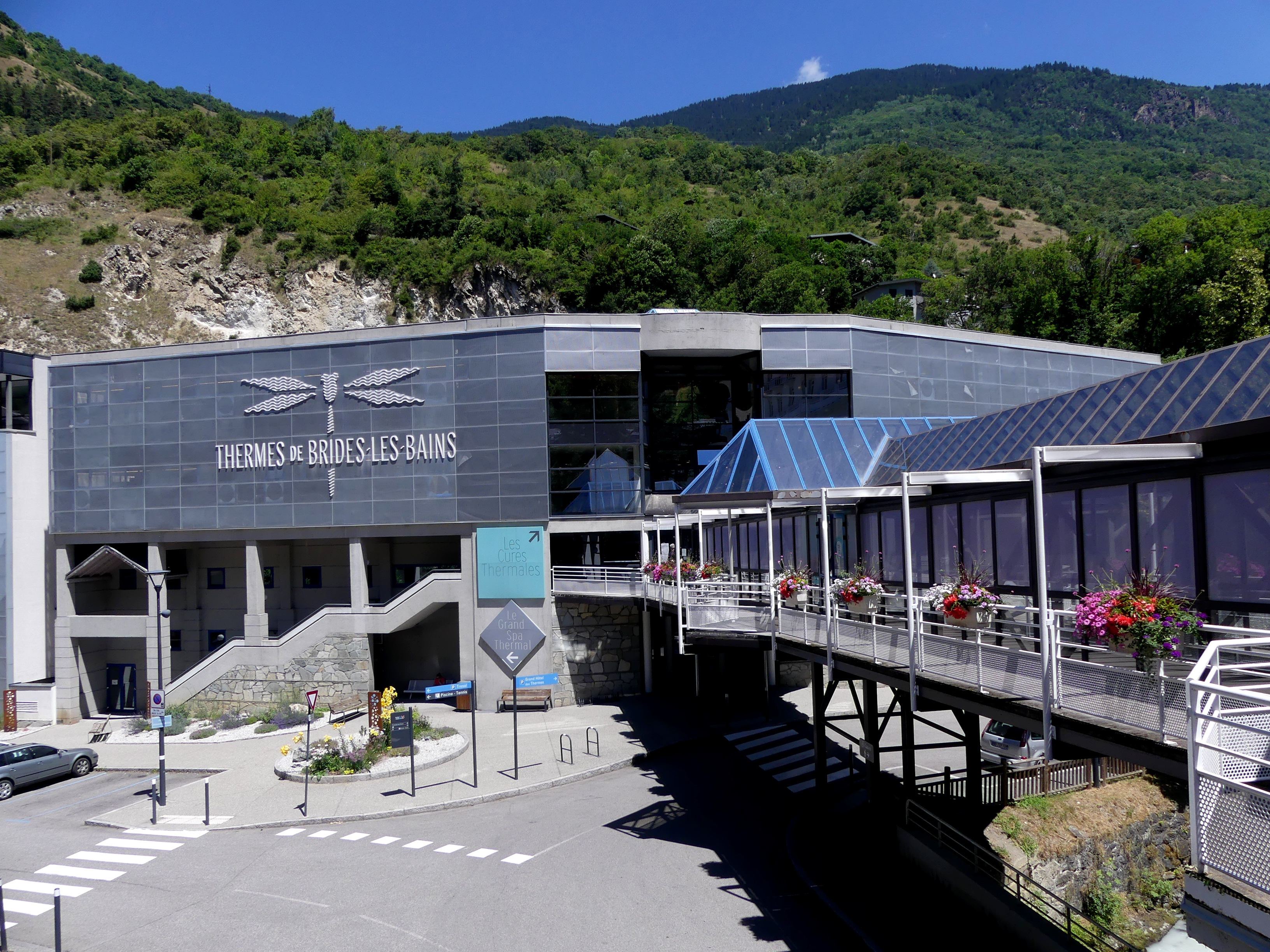
Les thermes.

La commune de Brides-les-Bains est tournée vers le tourisme depuis le XIXe siècle. Station thermale, puis station de sports d'hiver depuis la mise en place d'une liaison avec le grand domaine des 3 Vallées, la commune a obtenu le label officiel « station classée tourisme » en 2013, avec quatre autres communes savoyardes. La station a obtenu d'autres labels comme « Station Alti-forme » ; « Station grand domaine » et « Station village ».
En 2014, la capacité d'accueil de la commune, estimée par l'organisme Savoie-Mont-Blanc, est de 6 488 lits touristiques répartis dans 808 établissements. Les hébergements se répartissent comme suit : 190 meublés  ; 10 résidences de tourisme ; 16 hôtels ; un établissement d'hôtellerie de plein air.

## Culture locale et patrimoine

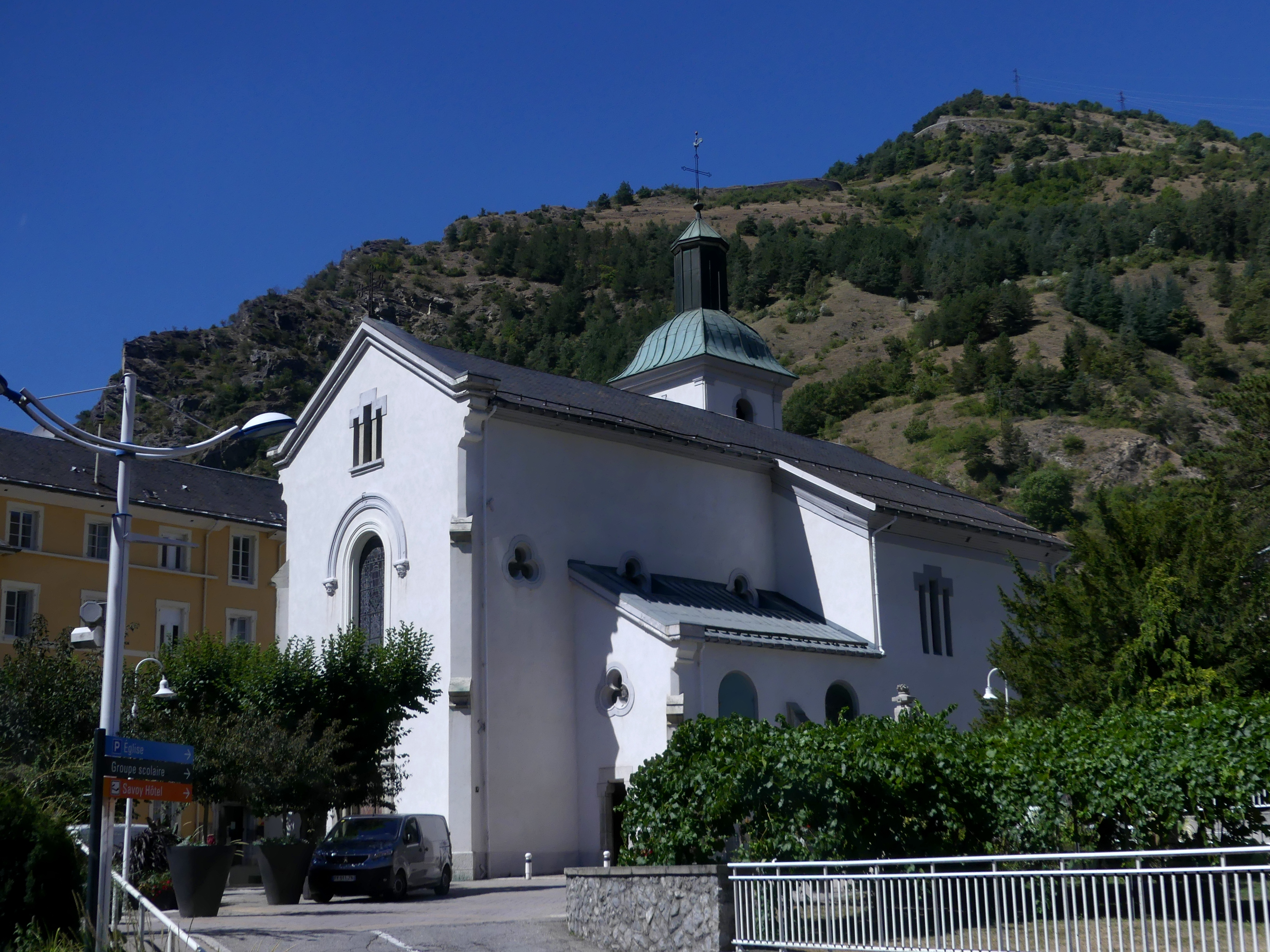
L'église Saint-Étienne.

### Lieux et monuments
- Église Saint-Étienne de 1837.
- Sources thermales connues depuis l'époque romaine. Exploitées depuis 1818, à la suite d'une crue du Doron.

### Patrimoine culturel
- Village olympique lors des Jeux olympiques d'hiver de 1992.

### Espaces verts et fleurissement

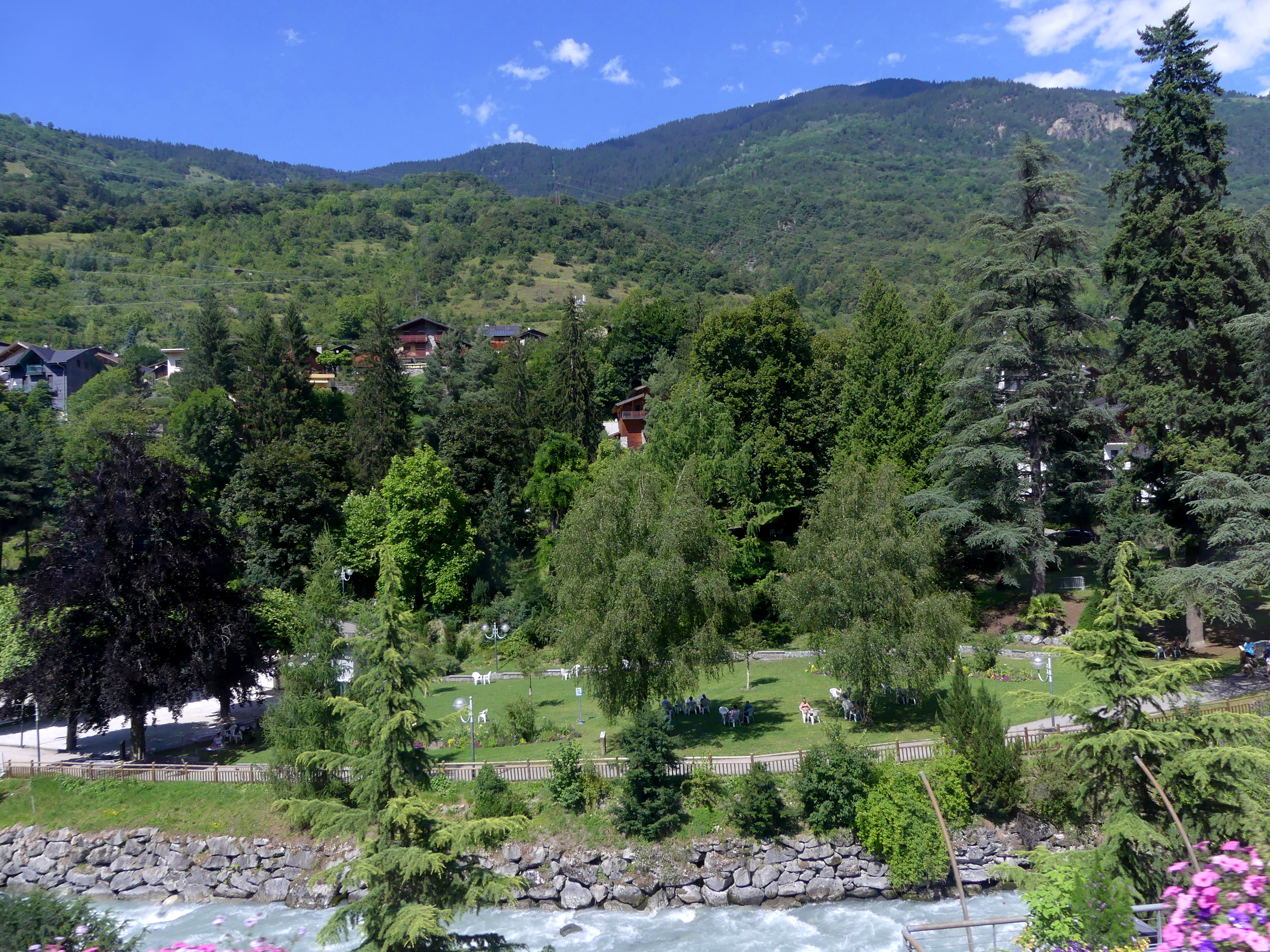
Le parc thermal.

En 2014, la commune obtient le niveau « trois fleurs » au concours des villes et villages fleuris.

### Personnalités liées à la commune
- Claude-Philibert Hybord, directeur des sources.
- Laurent Boix-Vives, industriel né en 1926, devenu président de l'entreprise Rossignol.
- Albert Lacroix (1834-1903), éditeur belge, notamment de Victor Hugo, inhumé dans le cimetière communal.
- Amédée Greyfié de Bellecombe (1811-1879), magistrat et homme politique savoyard, partisan de l'Annexion. Il repose au cimetière communal.

### Héraldique
| Armoiries de Brides-les-Bains | Les armoiries de Brides-les-Bains se blasonnent ainsi : « D'azur à la libellule d'or. » |